# 윔피

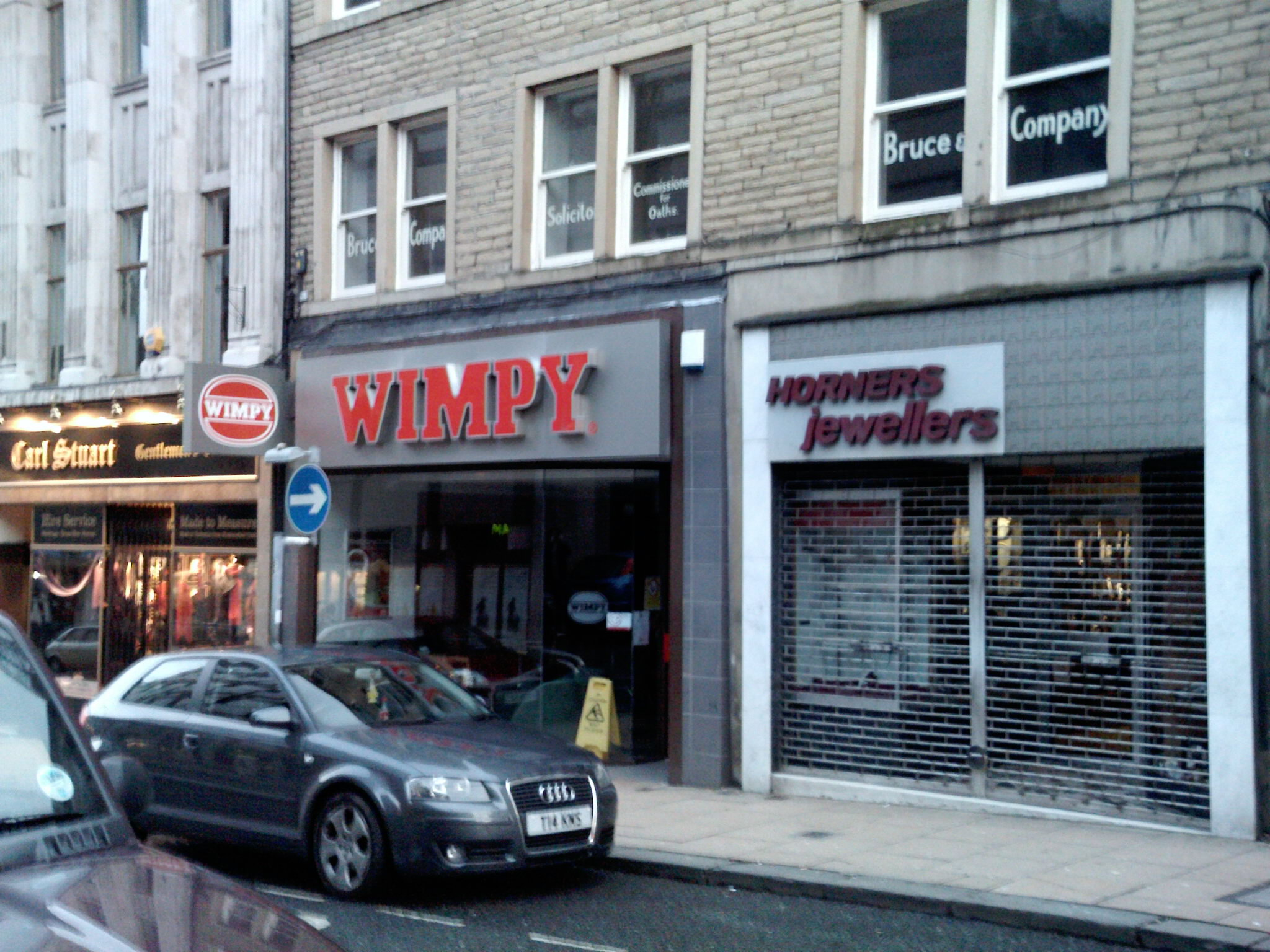
허더즈필드에 있는 윔피

윔피(Wimpy)는 1954년부터 영업을 시작한 영국의 햄버거 전문 패스트 푸드 체인점이다.